# 夜想曲第3番 (フォーレ)
夜想曲第3番変イ長調作品33-3は、ガブリエル・フォーレのピアノ独奏曲。
アンダンテ・コン・モート、4分の3拍子。三部形式。
優雅な主題が弱起で始まり、半音階を中声部に用いた特徴的な進行。左手が三連符で右手が8分音符というポリリズムになっている点は夜想曲の先達ショパンの影響が認められる。中間部は一切ペダリングなしで（共鳴和音のない）純粋な和声を求めており、一見主題部と違いがないながら、厳格な和声進行を求めている。再現部は主題がやや強くくり返される。
日本では安川加寿子などフランス留学の経験ある演奏家が紹介に熱心で、独自の和声を不用意な共鳴でにごらせない奏法を指導している。
以前は『N響アワー』のテーマ曲として用いられていた。